# Tour Areva
La  Tour Areva (anteriormente conocida como Tour Framatome y hasta 1995 como Tour Fiat) es un rascacielos de oficinas situado en La Défense, el distrito financiero de la ciudad de París. Se encuentra situada en una zona densamente poblada de rascacielos.(48°53′33″N 2°14′30″E / 48.89250, 2.24167)
Construida en 1974, la torre tiene 184 metros de altura. Es el segundo rascacielos más alto en La Défense y el tercer rascacielos más alto en la región Isla de Francia.
La Tour Areva es completamente negra. Su revestimiento es de granito oscuro y sus ventanas tintadas. Su forma es la de un prisma recto de base rómbica. Se dice que sus arquitectos se inspiraron en el monolito negro de la película de Stanley Kubrick, "2001: Una odisea del espacio".
Inicialmente se había previsto construir una segunda torre gemela de Tour Areva en la ubicación actual de la Tour Total, pero fue cancelada debido a la Crisis del petróleo de 1973. 